# Moratalla
Moratalla é um município da Espanha na província e comunidade autónoma de Múrcia. Tem 954,8 km² de área e em 2021 tinha 7 797 habitantes (densidade: 8,2 hab./km²).
| Variação demográfica entre 1991 e 2005 | Variação demográfica entre 1991 e 2005 | Variação demográfica entre 1991 e 2005 | Variação demográfica entre 1991 e 2005 |
| -------------------------------------- | -------------------------------------- | -------------------------------------- | -------------------------------------- |
| 2005                                   | 2001                                   | 1996                                   | 1991                                   |
| 8473                                   | 8595                                   | 8621                                   | 8976                                   |